# Kościół św. Stanisława Biskupa w Modzerowie
Kościół świętego Stanisława Biskupa w Modzerowie – rzymskokatolicki kościół parafialny należący do parafii pod tym samym wezwaniem (dekanat izbicki diecezji włocławskiej).
Świątynia powstała w 1796 roku. Ufundowana została przez hrabiego Kacpra Skarbka. W 1902 roku była remontowana, natomiast w 2000 roku zostały wymienione fundamenty.
Budowla jest drewniana, jednonawowa, wzniesiono ją w konstrukcji zrębowej. Kościół jest orientowany. Prezbiterium świątyni jest mniejsze w stosunku do nawy, zamknięte ścianą prostą z bocznie umieszczoną murowaną zakrystią. Z boku nawy znajduje się kruchta. Kościół nakryty jest dachem dwukalenicowym, wykonanym z blachy. W środkowej części nad nawą jest usytuowana wieżyczka kwadratowa. Jest ona zwieńczona blaszanym dachem hełmowym. Wnętrze nakryte jest płaskim stropem. Chór muzyczny jest podparty dwoma słupami z prostokątną wystawką w części centralnej. Na chórze brakuje organów piszczałkowych. Zachowała się polichromia umieszczona na stropie, w prezbiterium znajduje się wizerunek Matki Boskiej w towarzystwie aniołów. Ołtarz główny w stylu wczesnobarokowym pochodzi z 1 połowy XVII wieku. Dwa ołtarze boczne w stylu rokokowym powstały w 2 połowie XVIII wieku. Ambona i chrzcielnica w stylu wczesnobarokowym zostały wykonane w 1 połowie XVII wieku. Krucyfiks reprezentuje styl rokokowy.